# Доскоч Ізидор Олексійович
Ізидор Олексійович Доскоч (14 травня 1940, м.Підгайці Тернопільської області — 19 січня 2017, м.Тернопіль) — педагог, головний диригент дитячого хорового колективу «Зоринка», колишній директор дитячої хорової школи «Зоринка» (м. Тернопіль). Заслужений працівник освіти України.

## Біографія
У 1963 році закінчив Харківський інститут культури (клас народних інструментів В. Контіча), а в 1980 — Львівську консерваторію (симфонічне диригування, клас М. Колесси).
У 1963—1968 рр. — засновник і керівник оркестрів народних інструментів Кам'янець-Подільського культосвітнього училища (нині — Кам'янець-Подільський коледж культури і мистецтв (Хмельницька область), хорової капели студентів та викладачів Кам'янець-Подільського сільськогосподарського інституту, а в 1968—1974 рр. — викладач (кафедра музики) Кам'янець-Подільського педагогічного інституту.
Із 1974 — викладач, а у 1980—1982 рр. — керівник симфонічного оркестру Тернопільського музичного училища ім. С. Крушельницької, художній керівник естрадно-симфонічного оркестру «Березілю», методист музично-хорової студії Центру дитячої творчості, керівник камерного хору Тернопільської обласної філармонії, керівник народного церковного хору села Озерна Зборівського району та багатьох дитячих хорів по всій Україні.
У 1980 — створив дитячий хоровий колектив «Зоринка», а в 1996 — дитячу хорову школу на його базі. Організував Міжнародний хоровий фестиваль духовної музики «Тернопільська Зоринка–2005». Ініціатор і виконавець авторських концертів Б. Фільц (Тернопіль, 1998), Є. Садовського (м. Парма, шт. Огайо, США, 2000), В. Петровського (Одеса, 2003).
19 січня 2017 року помер у м. Тернополі.
|                                                                      | Життєвий шлях утвердив ім'я Ізидора Доскоча в музичному просторі України. Адже у 1980 році саме він створив дитячий хоровий колектив «Зоринка», який здобував високі нагороди на всеукраїнських та міжнародних конкурсах. «Зоринку» закінчило чимало тернополян, які теплими словами згадують Ізидора Доскоча як про Заслуженого працівника освіти, педагога та умілого керівника |
| — із прощальним словом очільник громади міста Тернополя Сергій Надал | |

.

## Відзнаки
- Лауреат Всеукраїнського конкурсу хорових колективів імені М. Леонтовича (Київ, 1993)
- ІІ місце (у двох номінаціях) у Першому міжнародному конкурсі хорових колективів ім. Й. Брамса (Німеччина)
- дві срібні та одна бронзова медалі на Першій Всесвітній хоровій олімпіаді (Австрія, 2000)[4]
- перша премія 4-го Міжнародного конкурсу дитячих хорових колективів «Артеківські зорі» (АР Крим, 2001)
- Перша премія 22-го Міжнародного хорового фестивалю імені Б. Бартока (м. Дебрецен, Угорщина, 2006)
- гран-прі І Всеукраїнського хорового фестивалю «Співає юність України» (2004)
- володар другої премії 28-ого Міжнародного хорового конкурсу імені Г. Дімітрова (Болгарія, 2005)
- лауреат Міжнародного хорового фестивалю «Краківські зустрічі з церковною музикою» (Польща, 2005)
- лауреат першого ступеня IV-го Міжнародного Павловського фестивалю ім. М. І. Глінки (Росія, 2009)
- володар першої премії ХХХІІ-го Міжнародного фестивалю церковної музики «Гайнівка 2013» (Польща) та інших фестивалів.